# Glaphyra aemulata
Glaphyra aemulata är en skalbaggsart som beskrevs av Holzschuh 1998. Glaphyra aemulata ingår i släktet Glaphyra och familjen långhorningar. Inga underarter finns listade i Catalogue of Life.